# داركو لوفريتش
داركو لوفريتش هو لاعب كرة قدم صربي في مركز الدفاع، ولد في 24 نوفمبر 1980 في Šid ‏ في صربيا. لعب مع نادي بانانتس ونادي فويفودينا.